# Король неба (фильм, 2023)
«Король неба» (кит. трад. 長空之王) — китайский военный фильм 2023 года, действие которого происходит на фоне модернизации ВВС Народно-освободительной армии. Фильм был создан режиссёром Лю Сяоши и продюсером Хань Хань, в главных ролях Ван Ибо, Ху Цзюнь, Юй Ши и Чжоу Дунъюй. Фильм вышел 28 апреля 2023 года в Китае и собрал 121 миллион долларов по всему миру.

## Сюжет
Два американских истребителя F-35 Lightning II вторгаются в воздушное пространство Китая и устраивают хаос вблизи побережья. Летя на сверхзвуковой скорости, F-35 создают звуковые удары, которые наносят повреждения нефтеперерабатывающему заводу и местным рыбацким судам. Китайский пилот Лэй Юй перехватывает F-35 на своем Chengdu J-10, превышая возможности самолёта, чтобы иметь возможность соревноваться с истребителями 5-го поколения. Нарушители покидают воздушное пространство Китая. У Лэй Юя возникают проблемы с двигателем, из-за чего он вынужден совершить экстренную посадку. Начальство Лэй Юя критикует его грубое обращение с самолётом, но Лэй Юй утверждает, что это единственный способ бороться с превосходящим по силе противником. В верхах обсуждается главный вопрос: иностранные истребители пятого поколения имеют огромное преимущество перед истребителями четвертого поколения. 
Втайне китайцы разрабатывают Chengdu J-20 5-го поколения, чтобы противостоять иностранным угрозам 5-го поколения. Командующий Чжан Тин предлагает Лэй Юю присоединиться к нему в программе испытаний истребителей нового поколения в качестве лётчика-испытателя, и тот соглашается.
На тренировочной базе отряд Лэй Юя проходит специальную подготовку, расширяя свои физические и умственные возможности. J-20 по-прежнему находится на стадии доработки, поскольку прототип двигателя WS-13 Taishan остаётся неполным. Во время лётных испытаний с командиром Тином, Лэй Юй и Чжан Тин теряют тягу и входят в спиральное пикирование. Лэй Юй, посчитав происходящее опасным, катапультируется, но Чжан Тин восстанавливает контроль над самолетом и сажает его. По результатам инцидента Лэй Юй был наказан и отправлен на сборку парашютов. За время своего наказания он изучает механические недостатки парашютов и предлагает использовать в новых истребителях противоштопорный парашют. Чжан Тин и Лэй Юй отправляются на испытания, во время которых у истребителя отказывают оба двигателя. Чжан Тин и Лэй Юй собираются катапультироваться вместе, но Чжан Тин остаётся в самолёте и направляет его за пределы города, чтобы предотвратить жертвы среди гражданского населения.
После смерти Чжан Тина Лэй Юй остаётся в отряде, чтобы иметь возможность завершить J-20. Вместе с главным пилотом Дэн Фаном они отправляются тестировать новый двигатель. Во время проверки способности самолёта выйти из спирального пикирования стая птиц врезается в кабину и лётчики теряют сознание. Лэй Юй приходит в себя и пытается восстановить контроль над кораблём. Он использует установленный на истребителе противоштопорный парашют, чтобы вывести J-11 из штопора, однако парашют не удаётся выбросить. Пытаясь исправить это, Лэй Юй превышает лимиты двигателя, но кровь в глазах ослепляет его. В конце концов ему удаётся подняться и доказать силу истребителя; это ознаменовало завершение создания прототипа и начало серийного производства.
Позднее американские истребители и беспилотники вновь проникают в воздушное пространство Китая. Лэй Юй и Дэн Фан отправляются следом на своих J-20 и сбивают дроны. Затем они вступают в бой с F-35. Поскольку уничтожение американских истребителей привело бы к международному скандалу, Лэй Юй предупреждает пилотов, и F-35 покидают воздушное пространство Китая. В сцене после титров Лэй Юй и его эскадрилья совершают полёт над футбольным полем, выпуская цветной дым и исполняя давнюю мечту сына командира Тина.

## В ролях
| Актёр           | Роль                                      |
| --------------- | ----------------------------------------- |
| Ван Ибо         | Лэй Юй, лётчик-испытатель                 |
| Ху Цзюнь        | Чжан Тин, командующий отрядом испытателей |
| Юй Ши           | Дэн Фан, лётчик-испытатель                |
| Чжоу Дунъюй     | Шэнь Тяньжань, медсестра                  |
| Бу Юй           | Гао Инцзюнь                               |
| Чжай Юйцзя      | Ся Пэнфэй                                 |
| Ван Цзычэнь     | Тон Ган                                   |
| Лу Синь         | Ли Сяохан                                 |
| Цюй Чжэмин      | Цзя Шэнли                                 |
| Тянь Чжуанчжуан | главный инженер Вэй                       |
| Чжэн Сяонин     | начальник бюро Хан                        |
| Чжао Цзыци      | Цзян Юйчжэнь                              |
| Ван Цинсян      | заместитель командующего генерал Ван      |
| Цзинь Цзин      | Сяо Ай                                    |
| Чэнь Тайшэн     | Лао Дин                                   |
| Яо Лу           | отец Лэй Юя                               |
| Цзянь Хунбо     | мать Лэй Юя                               |
| Пань Биньлун    | Лао Ли                                    |
| Хун Ле          | Сяо Лон                                   |
| Ли Яньси        | Дин Лиюй                                  |

## Производство
Съёмки фильма «Король неба»  завершились в мае 2022 года, а его выход должен был состояться 30 сентября 2022 года. Выход фильма был отложен без публичных объяснений, что вызвало споры как внутри страны, так и за рубежом. В январе 2023 года были выпущены новые рекламные материалы. Несколько дней спустя была объявлена новая дата выхода — май 2023 года, что совпадает с китайским праздником Дня труда.

## Кассовые сборы
В первые выходные в Китае фильм «Король неба» заработал 44 миллиона долларов США, из которых почти 10 % пришлось на показы в формате IMAX.